# Geolycosa natalensis
Geolycosa natalensis là một loài nhện trong họ Lycosidae.
Loài này thuộc chi Geolycosa. Geolycosa natalensis được Carl Friedrich Roewer miêu tả năm 1960.